# 艾度亞度·莫他拿
艾度亞度·莫他拿（Edoardo Mortara，1987年1月12日—）是一位瑞士籍意大利裔賽車手。他曾連續兩年勝出澳門格蘭披治大賽車三級方程式賽事的車手，加上之後三年連續獲得澳門GT盃冠軍，又在2013年澳門大賽車60周年時勝出奧迪R8 LMS盃賽事，五屆參賽總共獲得六次冠軍，未嘗敗績，隨後在2017年再次獲得澳門GT (世界)盃的冠軍，因而被港澳媒體冠以「澳門先生」的稱號。他歷來在澳門奪得七個冠軍，僅次於路達和候夫。

## 賽車生涯

### 2009年澳門格蘭披治三級方程式大賽
2009年11月22日，澳門格蘭披治大賽車三級方程式賽車，由莫他拿奪得冠軍，他並在第十個圈造出2分10秒732，是澳門格蘭披治三級方程式大賽歷來最快圈速，後被卡馬拉打破。

### 2010年澳門格蘭披治三級方程式大賽
効力Signature車隊的莫他拿，成為了2010歐洲三級方程式巡迴賽的新科狀元。
在2010年11月21日，效力Signature車隊、從桿位起步的莫他拿，後來居上擊敗雲科爾 (Laurens Vanthoor) 及保達斯 (Valtteri Bottas) ，以39分30.753秒的成績勇奪錦標，成為史上首位兩奪澳門格蘭披治三級方程式大賽(F3)冠軍的車手。

### 2011年澳門GT盃
2011年11月20日，澳門GT盃發生連串意外，賽事停頓了長達1小時15分鐘才再度重開。最後由兩屆F3冠軍莫他拿封王。

### 2012年德國房車賽

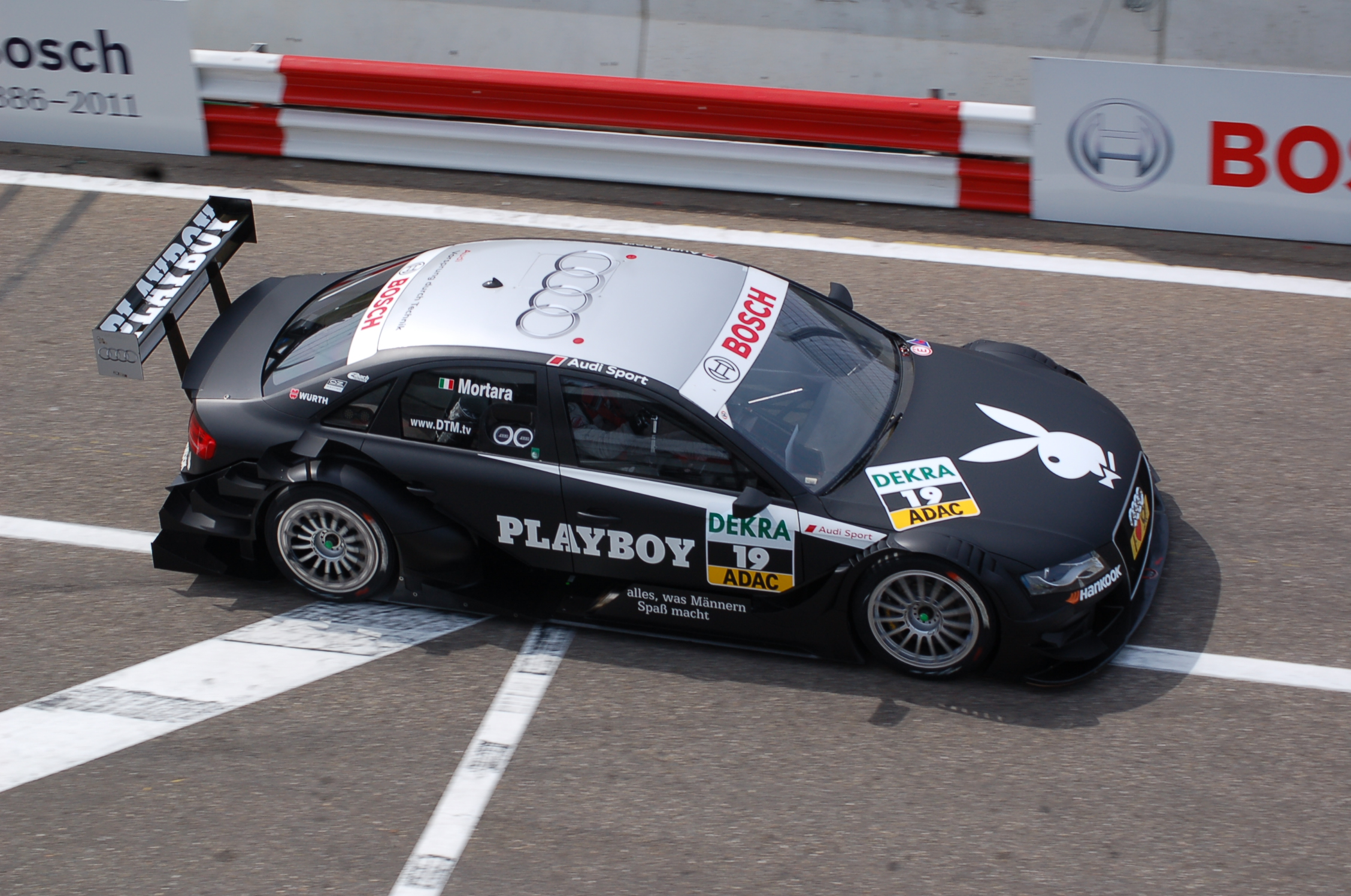
莫他拿的奧迪RS5 DTM賽車。

莫他拿是八位奧迪RS5 DTM車手的其中一位，效力Team Rosberg車隊。他在2012年於在奧地利Spielberg的Red Bull Ring賽道排頭位出賽，並且取得冠軍。

### 2012年

#### F1測試
2012年11月，莫他拿獲蓮花車隊邀請，到阿布扎比進行F1測試。

#### 澳門GT盃
11月18日，新濠天地澳門GT盃進行十二圈決戰，過去3年先後兩奪澳門F3及上屆GT盃的25歲意大利車手莫他拿，擊敗25歲瑞士裔香港車手恩培尼多利 (Alexandre Imperatori) 成為冠軍。

### 2013年

#### 奧迪R8 LMS盃
「澳門先生」莫他拿將已報名出戰奧迪R8 LMS盃，與本地車壇名將李英健及娛樂圈天王郭富城同場較技。 莫他拿在奧迪盃全無對手，以30分18秒584獲勝，澳門車手高圖獲亞軍，香港車手方駿宇獲季軍。

#### 新濠天地澳門GT盃
莫他拿繼勇奪奧迪R8 LMS盃冠軍後，在11月14日再戰東望洋跑道，在新濠天地澳門GT盃練習賽造出全場最快圈速，駕駛奧迪R8 LMS賽車出2分20秒138位列榜首，比最接近的競爭對手德國的晏高 (Maro Engel) 快2秒半。 結果莫他拿勇奪五年內東望洋跑道第六個冠軍，這名有「澳門先生」之稱的車手，利用超卓技術及膽識，雖然在十二個圈賽事中，在第九圈只排第四，但憑著永不放棄的精神，最終後上奪冠，製造一場經典。「這一場將會是我職業生涯中永遠不會忘記的賽事。」

### 2014年

#### 澳門GT盃
莫他拿發揮極佳壓過新西蘭車手班博及德國車手晏高，成為排位賽第一名。 不過，在正式比賽中，平治雙雄晏高及雲迪辛特打破奧迪車隊壟斷，擊敗莫他拿包辦前兩名。僅奪季軍的莫他拿揚言在2016年捲土重來。

### 2015年

#### 國際汽聯GT世界盃
Aston Martin 的車手木黑在排位賽壓過莫他拿奪得桿位，莫他拿只排第二。在隨後的選拔賽，莫他拿在起步時被木黑封線，結果晏高乘勢超越，莫他拿跌至第三位。由於木黑在選拔賽中有違規動作，因此被罰後兩位出賽，莫他拿又再次從第二位起步。起步相當出色，但未入文華東方灣前已被平治雙雄超越，入葡京灣時更跌至第四，隨後收復失地，以第二名完成賽事。事後賽會進行調查，發現莫他拿在起步時偷步，結果莫他拿被罰至第六位。

### 2016年

#### 國際汽聯GT世界盃
莫他拿在排位賽造出2分16秒862的破場地記錄(至今未被打破)，但在選拔賽首圈疑因要"單擋"保時捷的班博而過早轉線，走上路肩，在第一個彎便失事撞車。隨後戰車維修後再次出戰，以第十三名完成選拔賽。但因最後一圈與歐陽若曦發生碰撞，終被罰至十七位。在正式賽事因前後兩次嚴重意外而被腰斬下，莫他拿只能獲得第十三位。

### 2017年

#### 國際汽聯GT世界盃
在選拔賽勝出的莫他拿，一起步已帶出，保持領先優勢，結果以不足一秒擊倒荷蘭車手富林斯，贏得錦標，莫他拿的隊友、德國車手晏高取得季軍。莫他拿首次和平治車隊合作即贏得冠軍，第四度在濠江捧GT盃。

#### 電動方程式
12月2日，莫他拿首度出戰電動方程式，代表Venturi Formula E Team出戰。 第一回合比賽莫他拿獲得第十名；第二回合比賽，莫他拿在比賽初段越過前面的伊雲斯進佔頭位，阿比徹則佔據第2，賽事亦成為兩人之間的競逐，鬥到最後階段，莫他拿因耗電過度要儲電防守，一個分神之下，第43圈在國金彎失控甩尾，被阿比徹及羅辛斯基超越，結果莫他拿痛失錦標只列季軍。不過最後冠軍車手阿比徹的戰車違規，被取消冠軍資格，原亞軍羅辛基斯補上獲冠軍，莫他拿獲得亞軍。

### 2019年

#### 電動方程式

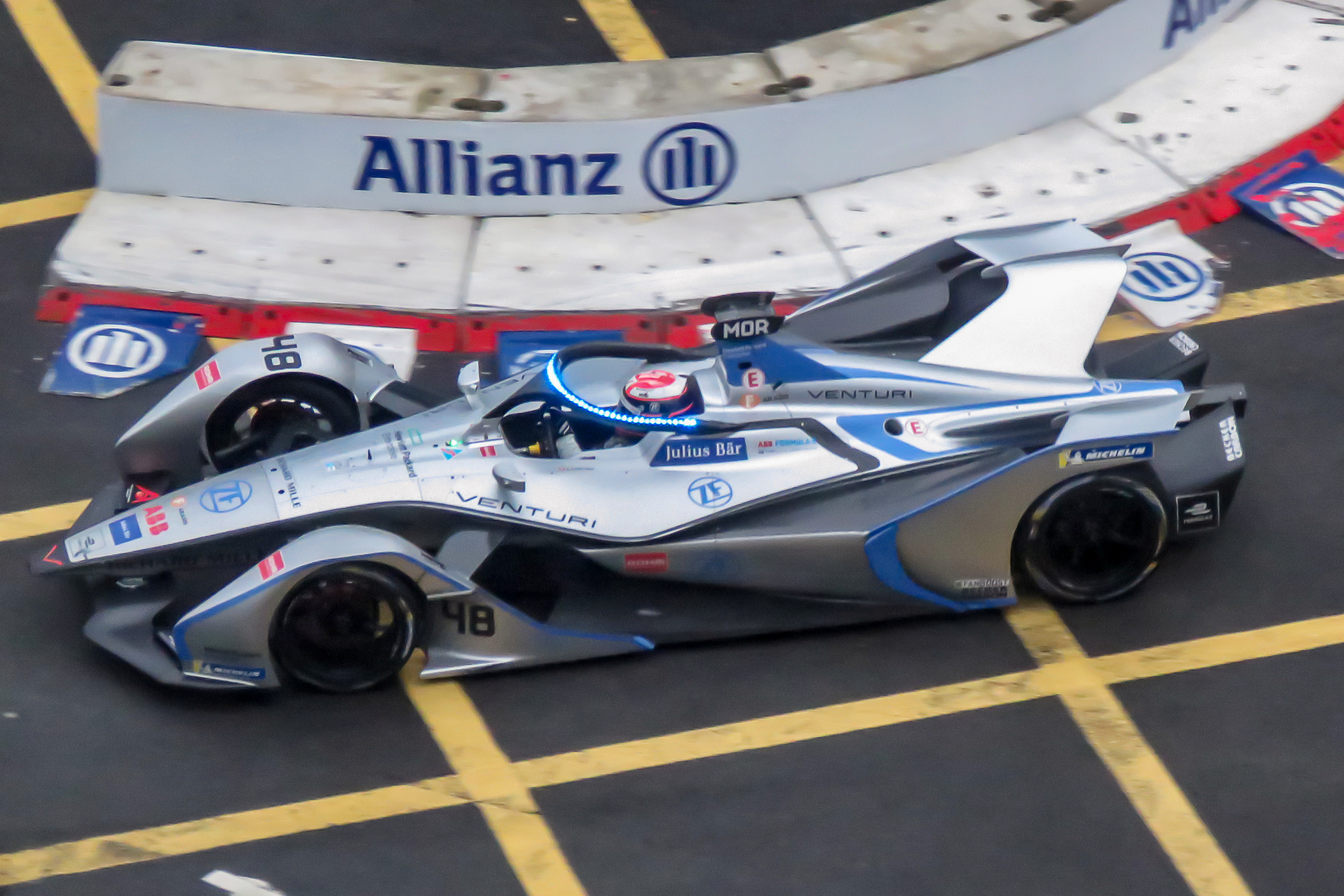
2019年香港电动大奖赛上，莫尔塔拉驾驶Spark SRT05E通过民耀街

莫他拿继续出戰電動方程式，代表Venturi Formula E Team出戰。3月10日，上屆香港站冠軍英國車手布特因為犯規，由第1貶落第6，「澳門先生」莫他拿冷手執個熱煎堆，由亞軍變冠軍。
2019年11月12日，歐陽若曦宣布將以車隊總監身份率領Mercedes-AMG Team Craft-Bamboo Racing車隊參賽，派出10項冠軍「澳門先生」莫他拿，以及2018年中國GT錦標賽冠軍得主的比利時車手皮卡里耶路（Alessio Picariello），力爭GT世界盃冠軍。

## 外部連結
- 官方網站 （页面存档备份，存于）